# Raiza
Raiza es una banda musical chilena, de estilo soul pop y pop latino.

## Biografía
Raiza nace en marzo de 2000, formado por Yuri Hevia en batería, Gustavo Figueroa en bajo y voz y Ernesto Kong en guitarras. En abril de 2001 lanzan al mercado su primer disco, titulado “Claroscuro” y editado bajo etiqueta Sony Music, del cual destacaron los sencillos “Nacer en vida” y “De las razas”, alcanzando gran rotación en radios nacionales y canales de música especializados como Vía X, Zona Latina y MTV. Ese mismo año, Raiza fue nominado por la Asociación de Periodistas de Espectáculos al premio “Apes” como mejor grupo joven, junto a Saiko y Canal Magdalena. El estilo de Raiza es una fusión de soul, rock y música latina, haciendo del resultado final una entretenida y refinada mezcla musical.
Desde el nacimiento de “Claroscuro”, la banda ha realizado innumerables presentaciones a lo largo de todo Chile, siendo las más destacadas aquellas junto a Fito Páez y la colombiana Shakira en el Estadio Nacional (Santiago de Chile). En 2003 se suma Miguel Célis en los teclados, haciendo de esta su formación actual, y con la que enfrentan su nuevo trabajo, llamado “LatinoSoul“, del que ya destacan su primer single “Díselo”, que logra rápidamente ser propuesta De Local en Radio Carolina y Clip Destacado en Zona Latina; también destaca el tema “Ay cariño!“, cover de José Feliciano. Este disco fue producido y fabricado de manera totalmente independiente y masterizado en estudios OjoParlante por el ingeniero Oscar “Chico” López, siendo lanzado en diciembre de 2005.

## Obras

### Discografía
- Claroscuro, Chile (2001) - Sony Music
- LatinoSoul, Chile (2005) - Bonkó Agencia

### Colaboraciones
- Generaciones, Chile (2001) - Sony Music / Disco tributo a la nueva ola
- Un techo para Chile (2001) - Ministerio de Hacienda / Disco promocional
- Reforma procesal penal, Chile (2002) - Ministerio de Justicia / Disco promocional
- Proyecto Mono, Chile (2004) - Canal 13 & CBC / Disco tributo a animaciones japonesas.

### Videografía
- “Nacer En Vida”, Dir. Daniel Oliva (2001)
- “De Las Razas”, Dir. Alexis Tapia (2002)
- “Mujer”, Dir. Alexis Tapia (2002)
- “Díselo”, Dir. Alexis Tapia (2005)
- “Kiltro” con Denisse Malebrán (2006)
- “Causa Y Efecto”, Dir. Ricardo Olguin (2007)